# Tracii Guns
Tracii Guns (ur. 20 stycznia 1966) – amerykański gitarzysta rockowy, znany głównie jako współzałożyciel Guns N’ Roses. Z tym zespołem zagrał jednak ledwie kilka koncertów. Większą część swojej kariery muzycznej spędził w założonym przez siebie zespole L.A. Guns. Grał również w supergrupach Contraband i Brides of Destruction. Wydał jedną solową płytę – Killing Machine. W 2005 roku skonfliktowany z resztą członków L.A. Guns założył drugi zespół pod tą samą nazwą, w którym w 2022 r. nadal gra.